# Arevelk
Arevelk in lingua armena Արեւելք (trad. Oriente) fu un quotidiano in lingua armena, fondato nel 1884 a Costantinopoli fondato da Arpiar Arpiaryan. Fu un giornale politico-letterario con tendenze democratiche che ebbe eco e diffusione in tutto l'Impero ottomano.  Nel tempo diventò un importante organo di comunicazione del cosiddetto "realismo armeno" della fine del XIX secolo. Il suo prezzo era di 20 para.

## Autori
Tra coloro che scrissero su questo quotidiano ricordiamo:
- Arpiar Arpiaryan[2]
- Hrant Asadour e sua moglie Zabel Sibil Asadour,
- Arsciak Ciobanian,
- Piuzant Kechian,
- Msho Kegham,
- Vahan Malezian,
- Hrand Nazariantz,
- Levon Pashalian,
- Tlgadintsi,
- Karapet Utudjian,
- Yerukhan,
- Krikor Zohrab.

La pubblicazione di Arevelk si concluse solo con la deportazione e l'uccisione della maggior parte di coloro che vi scrivevano durante il tristemente noto Genocidio degli Armeni.

## Periodici coevi in lingua armena
Periodici coevi in lingua armena furono: 
- Burastan Mankantz,
- «Hayrenik» «Հայրենիք»,
- Tsaghik,
- Anahit pubblicato per la prima volta 1898-1911, ripresa successivamente 1929-1940 e di nuovo 1946-1949 fu un celebre periodico letterario-culturale,
- Veratznund(1917-1919),
- Apaga (1921-1924).

A tutti questi lavorò Arsciak Ciobanian. 
Altri giornali e riviste diffuse furono:
- Բագին, Bagin,  appendice letteraria della rivista socio-politica Ազատամարտ «Azadamard» (*Combattenti della Libertà),
- Մասիս, Masis»,
- «Շանթ»,«Shantdi Meroujan Barsamian,
- «Բիւզանդիոն, Biwzandyon, (*Bisanzio),
- «La Patrie» in lingua francese diretta da Jean Minassian,
- Ամենուն Տարեցույցը, Amenun Daretsuytsy» , (*Almanacco per tutti) di Teotig,
- Մեհեան, Mehyan
- Manzume i efkar» in lingua turca.

Tali riviste furono per lo più pubblicate a Costantinopoli. 
A Smirne furono pubblicate 
- «Arevelean mamul» «Արևելեան մամուլ»(*Stampa Orientale),
- «Hay grakanutivn» «Հայ գրականութիվն» (Letteratura Armena),

mentre «Garun» «Գարուն», (*Primavera) uscì a Mosca.
A Bucarest uscì la rivista «Շեբոր» (Shepor) (*La Tromba).